# Vädersol

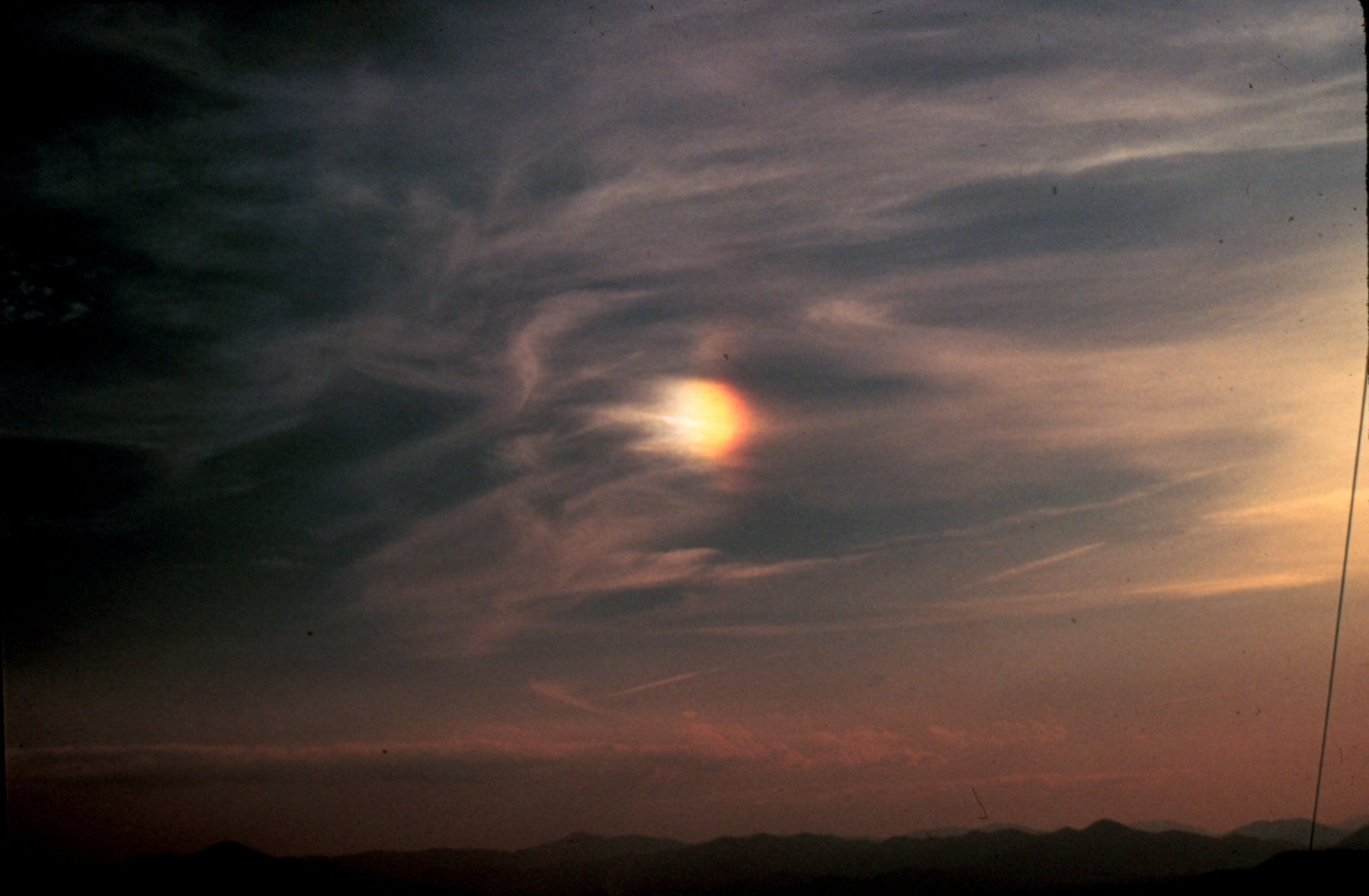
En ovanligt tydlig vädersol med solljus som strålar genom ett tunt cirrostratusmoln. Den verkliga solen ligger utanför bilden till höger.

Vädersol, eller bisol, är ett ganska vanligt optiskt fenomen i atmosfären.
Vädersolar skapas när de många iskristaller som ett cirrus- eller cirrostratusmoln består av åstadkommer reflexion och refraktion av solljus. Vädersolar uppträder vanligen som en starkt lysande och ibland färgstark prick på himlen 22 grader till vänster och/eller till höger om solen. 
Fenomenet är besläktat med halo, och vädersolar uppträder ibland tillsammans med en sådan. Det vetenskapliga namnet för fenomenet är parhelion (plural parhelia). Eftersom det uppträder på grund av reflexioner av ljus inuti iskristaller, sker detta då molnen är kalla nog att bestå enbart av ispartiklar snarare än vattendroppar. Sådana moln finns vanligen bara vid temperaturer kring −40 °C. Förutom i polarregionerna uppnås sådana låga temperaturer på höga höjder (särskilt över 7 000 m på medellatituder). 
Svaga vädersolar är ganska vanliga, men de upptäcks sällan av lekmän. För att se dem krävs nämligen att man tittar rakt mot den starka solen. Samma fenomen syns ibland på natten kring månen, och kallas mångård.
Vädersol, eller det äldre namnet "solvarg", sågs förr i folktron som ett omen som varslade om onda tider.